# Scopula flavissima
Scopula flavissima är en fjärilsart som beskrevs av W. Warren 1898. Scopula flavissima ingår i släktet Scopula och familjen mätare. Inga underarter finns listade.